# Resolució 147 del Consell de Seguretat de les Nacions Unides
La Resolució 147 del Consell de Seguretat de les Nacions Unides, aprovada per unanimitat el 23 d'agost de 1960, després d'examinar l'aplicació de la República de Dahomey (actualment Benín) per a ser membre de les Nacions Unides, el Consell va recomanar a l'Assemblea general que la República de Dahomey fos admesa.